# Santo Domingo (Colombia)

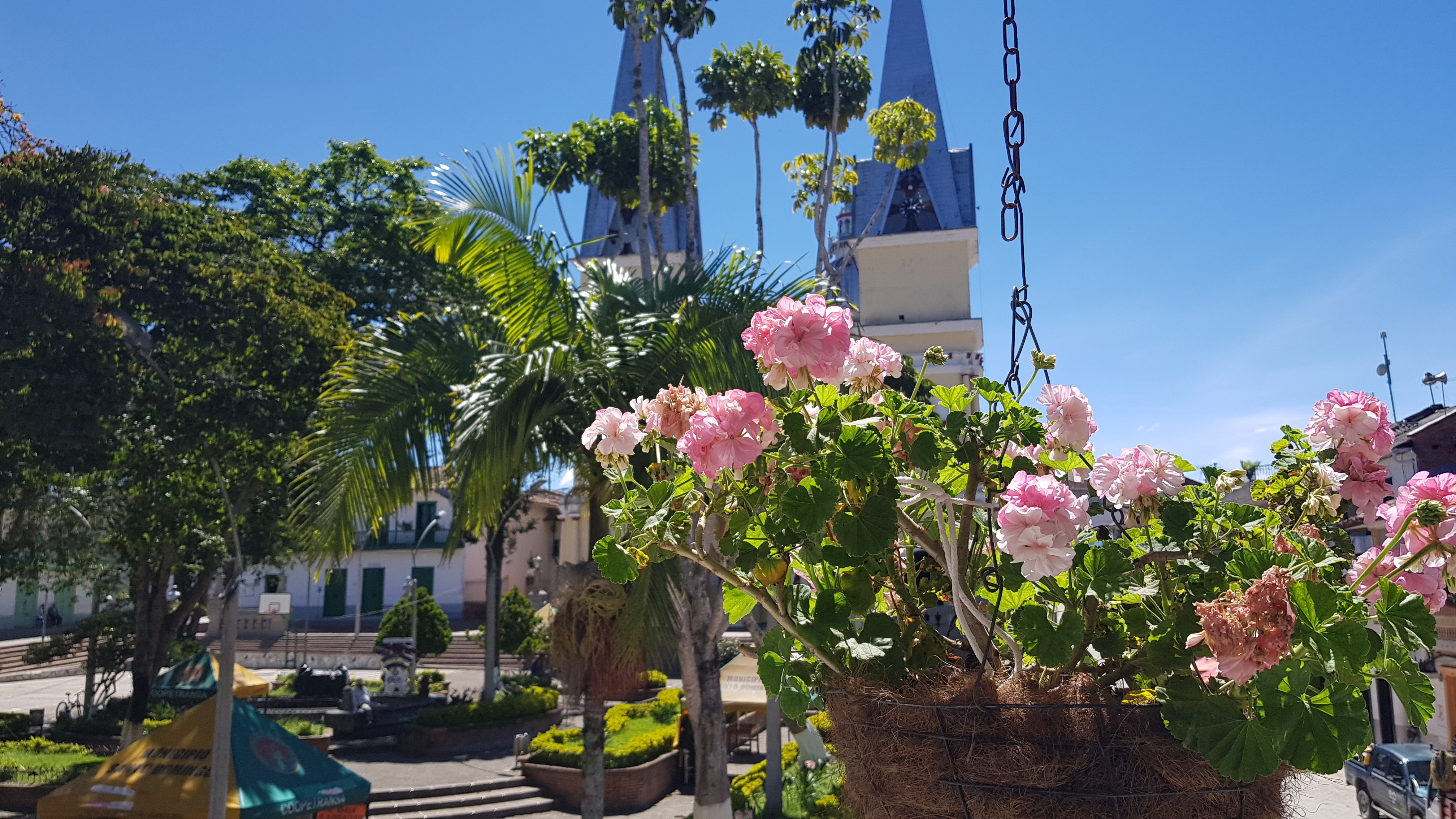
Piazza Principale di Santo Domingo, Antioquia

Santo Domingo è un comune della Colombia facente parte del dipartimento di Antioquia.
Il centro abitato venne fondato da Juan Gregorio Duque e dal figlio Felipe Duque nel 1778, mentre l'istituzione del comune è del 1814.